# 쓰쿠모촌 (군마현)
쓰쿠모촌(일본어: 九十九村)은 일본 군마현 우스이군에 설치되었던 촌이다. 현재의 안나카시에 해당한다.